# Amtsgericht Halbau
Das Amtsgericht Halbau war ein preußisches Amtsgericht mit Sitz in Halbau.

## Geschichte
In Halbau bestand von 1849 bis 1879 die Gerichtskommission Halbau des Kreisgerichts Sagan. Das königlich preußische Amtsgericht Halbau wurde mit Wirkung zum 1. Oktober 1879 als eines von 14 Amtsgerichten im Bezirk des Landgerichtes Glogau im Bezirk des Oberlandesgerichtes Breslau gebildet. Der Sitz des Gerichtes war Halbau. 
Sein Gerichtsbezirk umfasste aus dem Landkreis Sagan die Amtsbezirke Burau, Freiwaldau und Halbau sowie Teile der Amtsbezirke Cunau und Wiesau. Am Gericht bestand 1880 eine Richterstelle. Das Amtsgericht war damit ein kleines Amtsgericht im Landgerichtsbezirk.
Im Jahre 1945 wurde der Amtsgerichtsbezirk unter polnische Verwaltung gestellt, und die deutschen Einwohner wurden vertrieben. Damit endete auch die Geschichte des Amtsgerichtes Halbau.